# 托罗埃利亚-德弗卢维亚
托罗埃利亚德夫卢维亚，是西班牙加泰罗尼亚赫罗纳省的一个市镇。总面积17平方公里，总人口399人（2001年），人口密度23人/平方公里。